# Ema Romero da Câmara Reis

Ema Romero da Câmara Reis

Ema Romero da Câmara Reis (Faro, 1897- Lisboa,1968), foi uma cantora lírica, musicóloga e escritora portuguesa. Ficou conhecida como mecenas do meio musical português tendo promovido uma série de concertos e recitais que deram a conhecer novos compositores e o canto de vários países e por ter formado o primeiro grupo português de canto polifónico à capella.

## Biografia
Ema Romero Santos Fonseca da Câmara Reis, também conhecida como Vera Gharb ou simplesmente como Ema Romero, nasceu em Faro no dia 18 de Agosto de 1897.  Foi casada com o jornalista e ensaísta Luís da Câmara Reis.
Após ter estudado piano em Faro com a senhora Rangel Batista, vai para Lisboa onde estuda canto com a cantora e professora Eugénia Mantelli, e harmonia com o maestro e compositor José Henrique dos Santos. 
Está na casa dos vinte anos quando começa a escrever para vários jornais e revistas, inicialmente assina com o pseudónimo de Vera Gharb e mais tarde com o nome de solteira artigos sobre arte, música e canto. Entre as publicações com que colaborou encontram-se: o jornal Diário de Notícias, o semanário Vida Mundial Illustrada e a revista Contemporânea. 
Entretanto casa-se com um dos fundadores da revista Seara Nova, o político e jornalista Luis da Câmara Reis, e assume-se como uma das principais figuras do meio musical da época.  Pois além de ser reconhecida como cantora lírica, torna-se numa das principais mecenas musicais de Portugal ao organizar uma série de concertos e recitais  que dão a conhecer não só novos compositores estrangeiros como Arnold Schoenberg como também portugueses.   
Dedica-se também à divulgação do canto tradicional de vários países e em especial do canto polifónico renascentista, chegando a criar por conta própria, um grupo de canto polifónico à capella, na altura único em Portugal. 
Em 1934, reuniu toda a documentação gerada por estes concertos (desde os programas, às criticas publicadas em jornais e revistas) e os textos usados em várias conferências e publicou a expensas suas, os cinco volumes da colecção de livros que intitulou de Divulgação Musical. 
Ema Romero da Câmara Reis falece no dia 24 de Agosto de 1968, poucos dias depois de ter completado 71 anos. 

## Prémios e Reconhecimento
O seu pseudónimo, Vera Gharb, foi dado a uma travessa da cidade Faro, onde o seu nome verdadeiro também consta da toponímia da cidade, na freguesia da Sé.  Ele também pode ser encontrado nos concelhos de Almada e do Seixal. 
Em 2000, o seu espólio foi depositado pela Fundação Calouste Gulbenkian na Biblioteca Nacional de Portugal. 
A casa onde nasceu faz parte do património material da cidade de Faro, sendo conhecida como Casa do Coronel Fonseca que era seu pai. 

## Obras Seleccionadas
Escreveu os livros: 
1924 - À luz da minha alma, Livraria Ferin 
1927 - Arte do canto: breves noções, Livraria Ferin 
1929 - Seis anos de divulgaçao musical, 1923-1928 
1934 - Divulgação Musical, 5 volumes, publicados pela própria 